# Kalsang Rinchen
Kalsang Rinchen est un journaliste et un réalisateur tibétain. Il fut le rédacteur en chef du site Phayul.com. 

## Biographie
Il a reçu son éducation au Villages d'enfants tibétains, à Dharamsala en Inde. 
Il a obtenu une licence en économie au St. Xavier's College, à Ahmedabad et une maîtrise en Sciences de l'information et de la communication à la Maharaja Sayajirao University of Baroda en Inde.
À partir de 2001, pendant 5 ans et demi, il travailla pour le ministère des Affaires étrangères du gouvernement tibétain en exil dont il fut rédacteur du site Internet officiel, tibet.net. 
En 2006, il obtient une bourse dans le cadre du programme d’aide aux études du gouvernement américain et étudie la réalisation cinématographique et le journalisme dans le cadre d'un programme d'enseignement tibétain pendant 2 ans à l'université de Buffalo aux États-Unis. 
En 2008, il réalisa un film documentaire, Phantoms of Chittagong, sur les Forces spéciales des frontières indiennes, dans le cadre de sa thèse.  Il présenta ce film au 4 Film Festival de Bolzano en Italie.
Il dirige sa propre société de production cinématographique, Blind Dog Films.
Il fut le premier reporter de Phayul.com avant d'en devenir rédacteur en chef, fonction qu'il assura jusqu'en 2011, un média Internet en anglais créé en 2001 par des Tibétains en exil en Inde.